# Chrysichthys
A Chrysichthys a sugarasúszójú halak (Actinopterygii) osztályának harcsaalakúak (Siluriformes) rendjébe, ezen belül a Claroteidae családjába tartozó nem.

## Előfordulásuk
A Chrysichthys-fajok Afrika vizeiben őshonosak.

## Rendszerezés
A nembe az alábbi 42 élő faj tartozik:
- Chrysichthys acsiorum Hardman, 2008
- Chrysichthys aluuensis Risch, 1985
- Chrysichthys ansorgii Boulenger, 1910
- Chrysichthys auratus (É. Geoffroy Saint-Hilaire, 1809) - típusfaj
- Chrysichthys bocagii Boulenger, 1910
- Chrysichthys brachynema Boulenger, 1900
- Chrysichthys brevibarbis (Boulenger, 1899)
- Chrysichthys cranchii (Leach, 1818)
- Chrysichthys dageti Risch, 1992
- Chrysichthys delhezi Boulenger, 1899
- Chrysichthys dendrophorus (Poll, 1966) - korábban Rheoglanis dendrophorus
- Chrysichthys depressus (Nichols & Griscom, 1917) - korábban Gnathobagrus depressus
- Chrysichthys duttoni Boulenger, 1905
- Chrysichthys habereri Steindachner, 1912
- Chrysichthys helicophagus Roberts Stewart, 1976
- Chrysichthys hildae Bell-Cross, 1973
- Chrysichthys johnelsi Daget, 1959
- Chrysichthys laticeps Pellegrin, 1932
- Chrysichthys levequei Risch, 1988
- Chrysichthys longibarbis (Boulenger, 1899)
- Chrysichthys longidorsalis Risch & Thys van den Audenaerde, 1981
- Chrysichthys longipinnis (Boulenger, 1899)
- Chrysichthys mabusi Boulenger, 1905
- Chrysichthys macropterus Boulenger, 1920
- Chrysichthys maurus (Valenciennes, 1840)
- Chrysichthys nigrodigitatus (Lacepède, 1803)
- Chrysichthys nyongensis Risch & Thys van den Audenaerde, 1985
- Chrysichthys ogooensis (Pellegrin, 1900)
- Chrysichthys okae Fowler, 1949
- Chrysichthys ornatus Boulenger, 1902
- Chrysichthys polli Risch, 1987
- Chrysichthys praecox Hardman & Stiassny, 2008
- Chrysichthys punctatus Boulenger, 1899
- Chrysichthys rueppelli Boulenger, 1907
- Chrysichthys sharpii Boulenger, 1901
- Chrysichthys teugelsi Risch, 1987
- Chrysichthys thonneri Steindachner, 1912
- Chrysichthys thysi Risch, 1985
- Chrysichthys turkana Hardman, 2008
- Chrysichthys uniformis Pellegrin, 1922
- Chrysichthys wagenaari Boulenger, 1899
- Chrysichthys walkeri Günther, 1899

A fenti 42 élő fajhoz még hozzáadódik 2 fosszilis faj is: a miocén-pliocén kori, Ugandában talált Chrysichthys macrotis, Van Neer, 1994 és az eocén kori, Tanzániában felfedezett Chrysichthys mahengeensis, Murray & Budney, 2003.

### Fordítás
- Ez a szócikk részben vagy egészben  a   Chrysichthys című angol Wikipédia-szócikk ezen változatának fordításán alapul.  Az eredeti cikk szerkesztőit annak laptörténete sorolja fel. Ez a jelzés csupán a megfogalmazás eredetét és a szerzői jogokat jelzi, nem szolgál a cikkben szereplő információk forrásmegjelöléseként.